# 新潟市立中央図書館
新潟市立中央図書館（にいがたしりつちゅうおうとしょかん）は、新潟県新潟市中央区明石2丁目1-10にある公共図書館。新潟市立図書館の中央館である。愛称はほんぽーとであり、「本の港」という意味を持っている。
新潟市立沼垂図書館を引き継ぎ、2007年（平成19年）10月1日に開館した。2021年（令和3年）4月1日現在の蔵書数は538,002冊である。

## 歴史

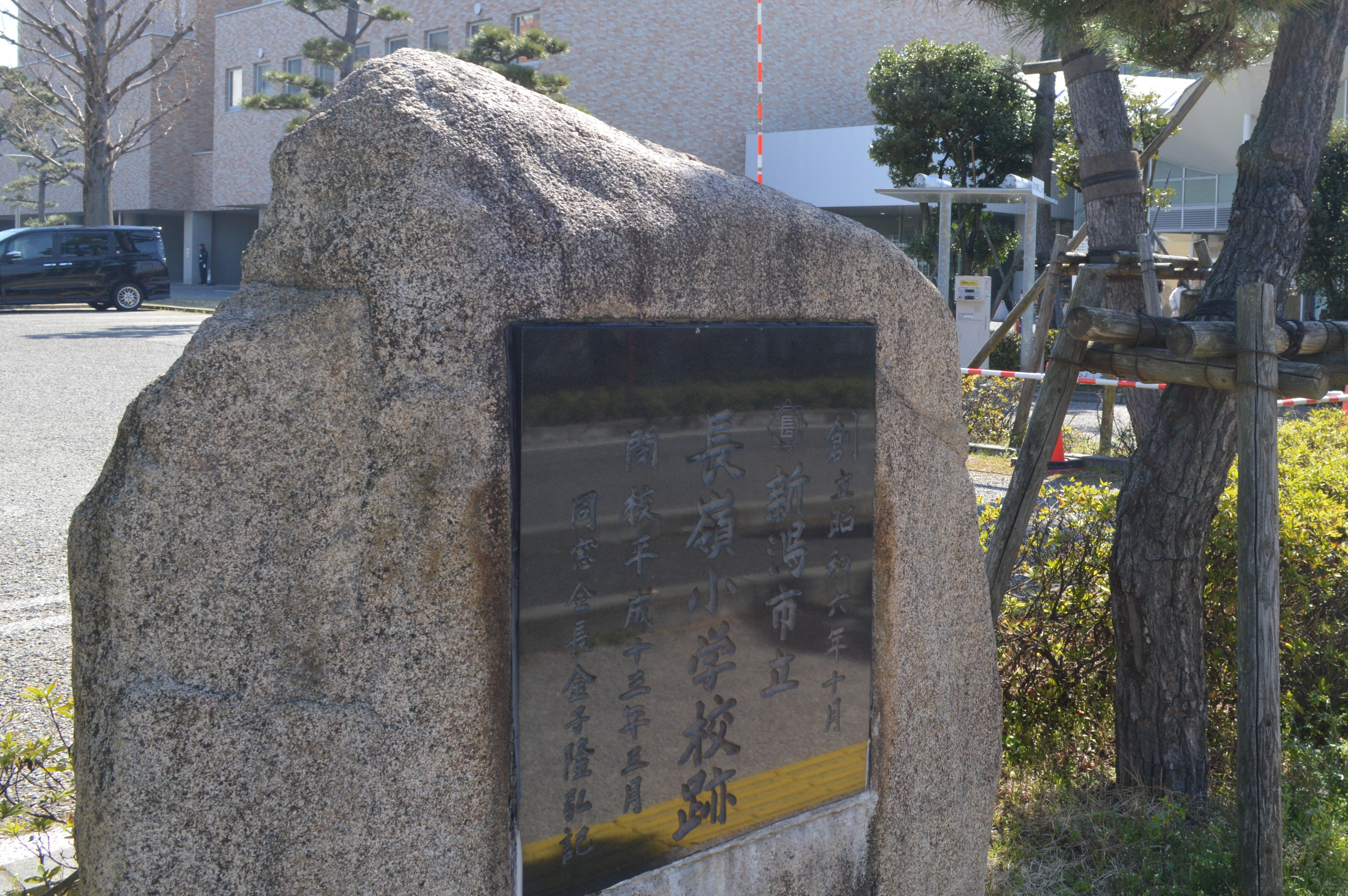
図書館の敷地内にある「長嶺小学校跡」碑

### 開館までのいきさつ
1965年（昭和40年）に竣工した新潟市東地区総合庁舎には、新潟市の中核的な図書館として新潟市立沼垂図書館があった。しかし、図書館部分の延床面積は936m2と狭隘であり、蔵書収容能力は約16万冊と少なかった。図書館のみではすべての蔵書を収容しきれず、体育館の倉庫や学校の空き教室にも蔵書を置いている状態だった。
1991年（平成3年）12月、新潟市の中央図書館建設推進懇談会が中央図書館の早期建設を提言し、1994年（平成6年）3月には、中央図書館建設基本計画検討委員会の報告書が提出された。しかし、建設場所の問題などで具体的な計画作りに入らないまま、宙に浮いた状態が続いていた。1996年（平成8年）には「新潟市立図書館の充実と発展を願う会」から、中央図書館の早期建設などを訴える市長への要望書が提出された。
1996年（平成8年）、新潟市は新潟市立万代小学校と新潟市立長嶺小学校を統合する方針を示し、片方の跡地に統合学校を、もう一方の跡地に図書館を建設するとしたが、両地域の住民同士が対立し、合意を得ることができなかった。しかし、1997年（平成9年）に長嶺小学校区の住民が、跡地は図書館になってもいいと譲歩した。そして、2000年（平成12年）2月、万代小学校と長嶺小学校の統合についての地元合意があり、長嶺小学校跡地に中央図書館を建設することになった。なお、2001年（平成13年）4月には両小学校が統合されて新潟市立万代長嶺小学校が開校している。
2007年（平成19年）1月、図書館の愛称が「ほんぽーと」に決定された。愛称の募集には全国から1,219件の応募があったが、「本の港」「日本海側初の政令市にふさわしい図書館」という意味が込められており、覚えやすく親しみやすいという理由から、「ほんぽーと」に選ばれた。

### 新潟市立中央図書館
2007年（平成19年）3月に新図書館が竣工し、同年5月31日に沼垂図書館が閉館、同年10月1日に新潟市立中央図書館が開館した。2009年（平成21年）4月には新潟市立図書館・新潟県立図書館・新潟大学附属図書館が連携し、相互利用制度「新潟地域図書館ネットワーク『めぐるくん』」を発足させた。2011年（平成23年）4月には新潟市全域でブックスタート事業を開始した。
2014年（平成26年）5月にはブックスタート事業や学校図書館支援センターなどの取り組みが評価され、中央図書館が「子ども読書活動優秀実践図書館」として文部科学大臣表彰を受けた。2017年（平成29年）10月には開館10周年記念式典を挙行した。2019年（平成31年）4月13日には、新潟県初のウィキペディアタウンである「Wikipedia新潟ローカルタウンプロジェクト」が新潟市立中央図書館で開催され、参加者はウィキペディアの編集を通じて地域情報の発信を体験した。

## 特色

### 図書館の特色

#### 団体貸出制度
新潟市立の22の図書館は、地域の茶の間や子ども食堂、NPO法人などを対象に1か月に最大100冊まで借りられる団体貸出制度を実施している。2015年から坂井輪図書館でモデル実施されていたが、2017年10月より対象を拡大し、中央図書館（ほんぽーと）を始め、22館で受け付けている。2019年度に愛称を「Book　Pack」とした。

#### 自動出納書庫
一般利用者が入れないバックヤード3階に、自動出納書庫が設置されている。自動出納書庫の端末は1階から3階の各階に設置されており、閉架書庫である自動出納書庫からの迅速な本の運搬を可能にし、利用者からリクエストされた本を素早く届けられるようになっている。自動出納書庫には45万冊の本を格納することができる。

#### 新潟地域図書館ネットワーク＜めぐるくん＞
2008年12月から新潟市立図書館、新潟県立図書館、新潟大学附属図書館間で配本車を運行し、専門書などの市立図書館にない資料でも利用者のリクエストに応えられるようになっている。

#### 図書館全館オンライン化
2010年度に新しく導入された電算システムにより、2011年から新潟市内の市立図書館は全館オンライン化し、貸出カードも共通化した。これにより、図書館内の検索端末だけでなく、利用者の自宅パソコン、携帯電話などから借りている本の冊数や返却日などの利用状況が確認できるようになった。また、市立図書館が所蔵する本は、どの図書館からも取りせることができ、どの図書館でも返却することができるようになった。パスワードの登録をすると、図書館ホームページから資料の予約をすることができるが、AV資料については対応している館のみで予約可能となっている。

#### キャラクター
新潟市出身である絵本作家・イラストレーターの黒井健が、こどもとしょかんのシンボルキャラクター「るーぽん」のデザインを考案した。黒井は、2010年（平成22年）ほんぽーとこどもとしょかん名誉館長に就任している。
なお「るーぽん」の名前の由来は、「カンガルー」の"るー"と「ほんぽーと」と本の"ぽん"からきている 。

#### 研修室貸し出し
3階にある研修室1（収容人数30人）と研修室2（収容人数45人）、ビーンズホール（収容人数150人）は中央図書館の行事等に使われるだけでなく、市民団体等に貸し出されている。新潟市公共施設予約システムサイトから予約をすることで、中央図書館営業時間内の特定の時間枠を2時間単位で借りることができる。市民の文化・社会活動に広く利用されており、市民活動の拠点ともなっている。

#### 友の会
「新潟市立中央図書館友の会」は、ボランティア団体として現在4つの部門（部門名：配架部、美化部、研修部、広報部）で活動している。友の会ニュースを発行しており、2019年3月26日付で119号となっている。2017年9月現在では約270人が活動している。

### 各コーナーの特色

#### 特別コレクション室
地域資料を体系的に収集・保存・提供するため、郷土資料コーナーの一角に特別コレクション室が設けられている。会津八一、鷲尾雨工、吉屋信子、中田みづほ、坂口安吾の5人の資料を重点的に展示するほか、特別コレクション展示として短期間特定のテーマの資料展示が行われている。

#### 健康・医療情報コーナー
2010年7月に設置された。健康管理に役立つとされる図書や病気について調べる図書など問い合わせの多いもの約6500冊が、項目別、病名ごとに並べられている。同年10月2日に新潟生活協同組合木戸クリニック所長（当時）須永隆夫を招き、健康・医療情報コーナー新設記念講演会が開催された。

#### ティーンズコーナー
中高生向けの本や雑誌を集めたコーナーで、放課後の自習にも利用可能。

#### マンガコーナー
新潟ゆかりの漫画家を中心に社会的評価が高いとされる作品を収集している。同タイトルで館内閲覧専用と貸出可能なものがある。

#### こどもとしょかん
子どもたちが本の楽しさに出会い、自ら考え、学ぶ力を育むことができるように、子どもにとって魅力ある本が豊富にそろえてある。一般図書コーナーとスペースが分かれていることにより、子どもたちがのびのびと過ごせる空間になっている。

## 利用案内
- 開館時間[29]
  - 平日・土曜日 : 10:00-20:00
  - 日曜日・祝日 : 10:00-17:00
- 休館日[29]
  - 第2金曜日、図書整理日（第1水曜日）、年末及び年始、蔵書点検期間

## 立地
- 新潟駅万代口より東へ徒歩約15分